# Johan Willem Quarles van Ufford

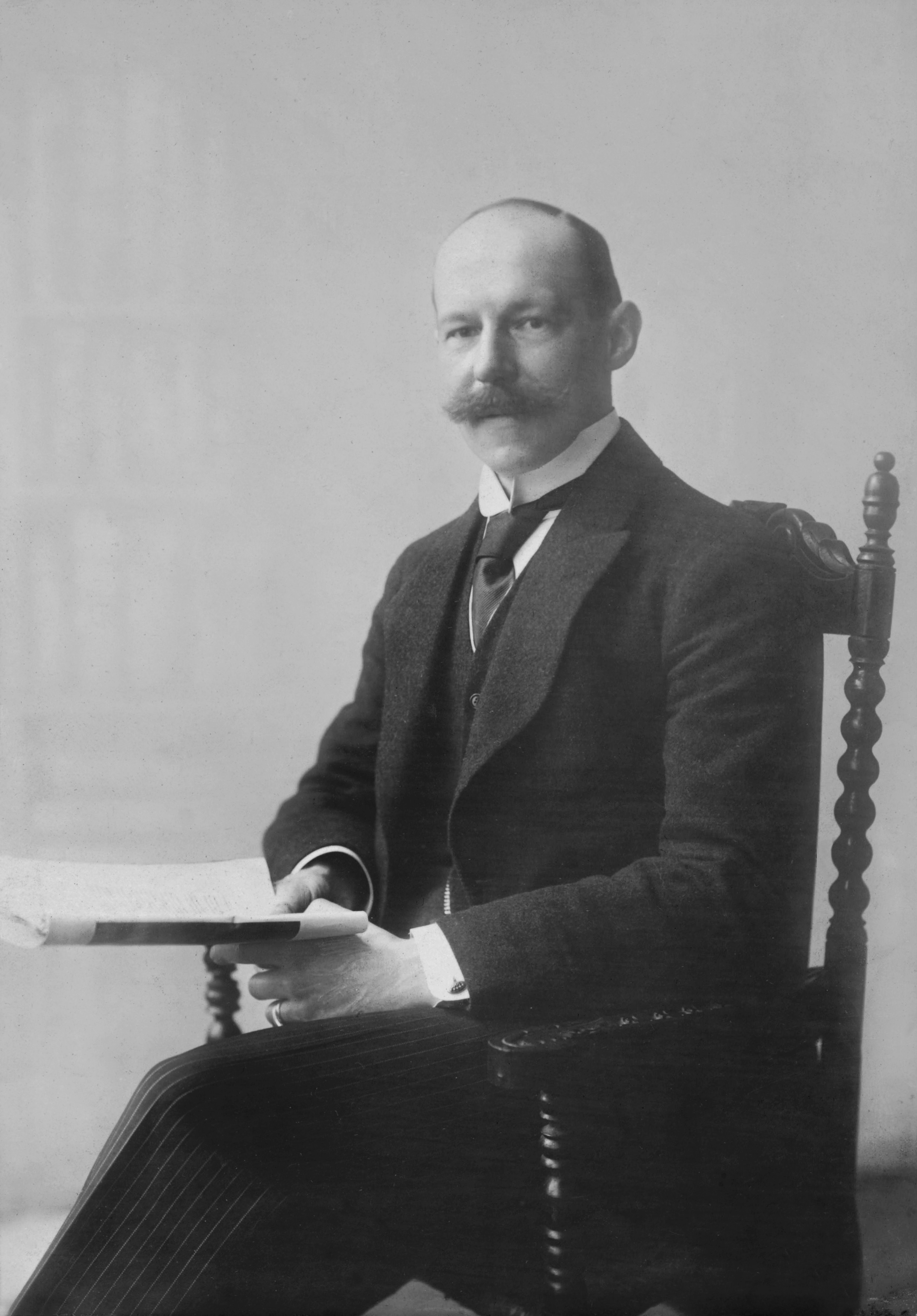
J.W. Quarles van Ufford
(foto Franz Ziegler)

Johan Willem Quarles van Ufford (Loosduinen, 7 april 1882 - Domburg, 10 december 1951) was een jurist en bestuurder en werd vooral bekend als commissaris van de Koningin van Zeeland (1921-1940 en 1944-1948).

## Jeugd
Quarles van Ufford, telg uit het geslacht Quarles, werd geboren als zoon van jhr. Louis Pierre Quarles van Ufford (1853-1904) en Maria van Herwaarden (1852-1945). Zijn grootmoeder van vaderszijde was een dochter van mr. Henrik Jacob baron van Doorn van Westcapelle, de tweede gouverneur van Zeeland.
Hij studeerde vanaf 1901 Romeins en hedendaags recht aan de Rijksuniversiteit Leiden en promoveerde in 1906 op stellingen in de rechtsgeleerdheid. Hij trouwde op 3 april 1909 te Doesburg met Adrienne Désirée barones Mulert tot de Leemcule (1888-1981), telg uit het geslacht Mulert.

## Carrière

### Vroege carrière
Direct na zijn promotie werd hij advocaat-diaken in Den Haag, belast met de zorg voor de goederen van de diaconiescholen, het weeshuis en oudedagsinrichtingen. Binnen een jaar werd hij commies-redacteur bij de secretarie van de gemeente Rotterdam (1906-1910). Daarna volgde hij een traditionele ambtelijke carrière bij de griffie van het Provinciaal Bestuur van Overijssel en klom van commies via hoofdcommies op tot referendaris bij de provinciale griffie en was als zodanig chef van de Afdeling Waterstaat. Op 22 november 1917 werd hij griffier van Provinciale Staten van Overijssel (1917-1921). Hoewel hij zich nooit bij een partij aansloot, ging zijn politieke voorkeur uit naar de Christelijk-Historische Unie (CHU).
Op 28 januari 1921 werd hij op 39-jarige leeftijd met ingang van 1 mei benoemd tot commissaris van de Koningin in de provincie Zeeland, op 22 april werd hij door de koningin beëdigd. Hij kwam terecht in een provincie waar de technische vooruitgang als gevolg van de Eerste Wereldoorlog tot stilstand was gekomen. Hij zette zich vooral in voor de uitbreiding en het herstel van het wegennet, de elektriciteits- en drinkwatervoorziening, de samenvoeging van waterschappen en de verbetering van de provinciale veerdiensten. Verder werd zijn ambtsperiode vooral bepaald door de Grote Depressie van de jaren dertig, de Tweede Wereldoorlog en de wederopbouw daarna. Als persoon werd hij gekenmerkt als de laatste Zeeuwse commissaris van het oude stempel: een regent die zich vooral als vertegenwoordiger van de Kroon zag en die weinig spontaan contact met de bevolking onderhield.

### Tweede Wereldoorlog
Quarles van Ufford werd landelijk vooral bekend door enkele gebeurtenissen in de Tweede Wereldoorlog: het tijdelijk voortzetten van het Nederlands gezag in mei 1940 (dat bij zijn terugkeer in 1944 nog enige problemen veroorzaakte) en zijn vroegtijdige afzetting als commissaris door de Duitse bezetter.
In mei 1940 werden in de strijd in Zeeland zowel Zuid-Beveland en Walcheren door de Duitsers onder de voet gelopen. Na het bekend worden van de op handen zijnde capitulatie van Nederland verliet Quarles van Ufford in de avond van 14 mei het provinciehuis in Middelburg en vertrok naar Zeeuws-Vlaanderen waar hij in het gemeentehuis van Oostburg een tijdelijk provinciaal bestuur vestigde. Van hieruit bestuurde Quarles van Ufford tussen 15 en 29 mei 1940 vijftien dagen lang een klein hoekje vrij Nederland. Bij zijn vertrek uit Middelburg liet hij echter geen instructie achter voor zijn ambtenaren en bij een deel van de inwoners werd zijn vertrek uit Middelburg verkeerd begrepen en als vlucht uitgelegd.
Tijdens zijn bestuur vanuit Oostburg had hij af en toe telefonisch contact met de Nederlandse regering in Londen en kreeg op 24 mei zelfs nog machtiging om noodgeld uit te geven. Al een week eerder had hij muntbiljetten laten drukken in coupures van 1,00, 2,50 en 5,00 gulden, met als opdruk "Oostburg, 17 mei 1940" en zijn handtekening erop. Tot uitgifte van dit bijzondere geld is het echter niet meer gekomen.
Met het oprukken van het Duitse leger in Oost-Zeeuws-Vlaanderen werd zijn ambtsgebied steeds kleiner. Het Belgische leger capituleerde op 28 mei, maar nog steeds bleef Oostburg het centrum van een kleine Nederlandse enclave in Duits bezet gebied. Op 30 mei, enkele uren voordat de eerste Duitse tanks Oostburg binnenreden, liet hij een bekendmaking uitgaan, die geldt als laatste officiële publicatie van een Nederlands overheidsorgaan op niet-bezet grondgebied. Hierin maakte hij bekend dat hij terugkeerde naar Middelburg omdat hij dacht daar de belangen van de burgers het beste te kunnen behartigen.
Hij eindigde zijn bekendmaking met "God behoede Vorstin, Land en Gewest", een opmerking die bij de Duitsers niet in goede aarde viel. Ook na terugkeer in Middelburg stelde hij zich zeer gereserveerd op tegenover het nieuwe Duitse bestuur. Als gevolg daarvan werd hij op 12 september 1940 door rijkscommissaris Seyss-Inquart, als eerste Commissaris van de Koningin in Nederland, uit zijn functie ontheven en moest hij Zeeland onmiddellijk verlaten. Hij woonde tijdens zijn verbanning op het landgoed Hondsdonk in Ulvenhout. Zijn functie werd waargenomen door mr. Petrus Dieleman, die hem ook al in de periode van 15 tot en met 30 mei 1940 had vervangen en tot constructieve samenwerking met de Duitse bezetter bereid was.
Op 6 september 1944, één dag na Dolle Dinsdag, keerde hij illegaal in politie-uniform achter op een motorfiets van de rivierpolitie terug naar het nog bezette Walcheren en dook onder in Domburg. Na de bevrijding van Walcheren op 8 november 1944 kon hij echter niet meteen terugkeren op zijn post omdat hij bij de regering in Londen in ongenade was gevallen wegens zijn vertrek uit Middelburg en verplaatsing van de bestuurszetel naar Oostburg in mei 1940, dat door sommigen als het verlaten van zijn post werd opgevat. Pas op 3 oktober hoorde hij hierover en kon hij met medewerking van het Militair Gezag naar Londen om bij minister J.A.W. Burger van Binnenlandse Zaken zijn zaak te bepleiten, waarna het Kabinet-Gerbrandy hem met ingang van 15 november in zijn ambt herstelde. Het commissarisschap werd van 6 tot 15 november tijdelijk waargenomen door jhr. mr. A.F.C. de Casembroot.
Op 13 maart 1945 was hij de eerste Nederlander die koningin Wilhelmina na vijf jaar ballingschap in bevrijd gebied mocht begroeten toen zij in Eede in Zeeuws-Vlaanderen de Rijksgrens van Nederland passeerde.

### Na de oorlog
Na de oorlog was Quarles van Ufford nauw betrokken bij de zuivering van Zeeuws overheidspersoneel, waarbij hij onder andere met veel zorg de belangen van de burgemeesters behartigde. Ook onderhield hij veel contacten met voor een snelle aanpak van het herstel en de wederopbouw van de zwaar getroffen provincie, vooral het onder water gezette Walcheren. Dit gebeurde aanvankelijk in een soms moeizame samenwerking met het Militair Gezag, maar al spoedig op steeds meer terreinen met een voorlopig college van Gedeputeerde Staten en de nieuw gekozen Provinciale Staten. Hij nam het initiatief tot de oprichting van de Stichting Herstel Zeeland 1945.
In december 1947 werd hem op zijn verzoek met ingang van 1 februari 1948 eervol ontslag verleend. Hij trok zich terug op zijn landhuis Loverendale bij Domburg. Na een ziekbed van een jaar vanwege een hartaandoening overleed jhr. mr. Johan Willem Quarles van Ufford in december 1951 op 69-jarige leeftijd. Op 14 december werd hij op de openbare begraafplaats van Domburg begraven.

## Onderscheidingen
- Commandeur in de Orde van Oranje-Nassau (30 augustus 1935)
- Grootofficier in de Orde van Oranje-Nassau (17 september 1946)
- Commandeur in de Orde van de Nederlandse Leeuw (1947)
- Grootkruis van de Orde van Leopold II
- Grootofficier in de Kroonorde van België

## Vernoeming
De Quarlespolder, die in 1949 werd ingedijkt in het Zuid-Sloe, werd naar hem vernoemd.